# Танцуй, танцуй
«Танцуй, танцуй» (англ. Dance, Dance, хинди डांस डांस) — индийский музыкальный фильм на языке хинди с Митхуном Чакраборти в главной роли, поставленный Баббаром Субхашем в 1987 году.

## Сюжет
Шиам и Сита, родители Радхи и Раму, — артисты. Семья бедна, и ради денег они вынуждены уехать на гастроли в другой город (Джалпаигури), оставив больного сына на попечении старшей дочери. После концерта господин Сингх, для которого все актрисы — проститутки, приказывает взорвать всю группу, а красавицу Ситу насильно делает своей наложницей. Только через несколько лет ей удастся убежать из его дворца.
Радха и Раму оказываются на улице и зарабатывают на жизнь танцами и пением. Через несколько лет, победив в конкурсе, созданная ими группа «Супертанцор» становится известна. Раму, получивший от журналистов псевдоним Ромио, становится звездой. Радха выходит замуж за Решама, одного из членов группы.
Господин Сингх, стремясь уничтожить артиста, ссорит Радху с мужем, тот начинает избивать и всячески унижать жену — все это, наконец, приводит к её смерти.
Раму теряет всякий интерес к жизни, и даже Джанита, его новая партнерша по сцене и возлюбленная, не в состоянии сразу вытащить его из депрессии. Именем Радхи ей это удается. По дороге в Джалпаигури, где должен состояться очередной концерт, Джанита подвергается нападению людей господина Сингха, но её спасает женщина в белом сари. Приехавший в Джалпаигури Ромио узнает в спасительнице Джаниты свою мать, которая рассказывает ему, что случилось много лет назад. На концерте Решам искупает свою вину перед Ромио, заслонив последнего своим телом от пули Сингха. Ромио мстит Сингху за жизнь отца и честь матери. Сингха арестовывает полиция.

## В ролях
- Митхун Чакраборти — Раму / Ромио
- Смита Патиль — Радха
- Мандакини — Джанита
- Амриш Пури — господин Сингх
- Шакти Капур — Решам
- Ом Шивпури — Давид Браун, менеджер Ромио
- Сарала Йеорлекар — Сита, мать Раму и Радхи
- Сатиш Каул — Шьям, отец Раму и Радхи

## Саундтрек
Песня «Zooby Zooby» является кавер-версией «Brother Louie», хита группы Modern Talking 1986 года выпуска. Впоследствии эта песня была использована для фильма Naam Shabana. Также повторно использована песня «Zingadi Meri Dance», которая переделана под жанр данс-поп 2010-х годов для фильма Daddy того же года.
Также в качестве музыкального сопровождения используется увертюра фильма «Рокки 4» (в сцене финального сражения Раму и Сингха) и «Звёздных войн» (в сцене побега зрителей), а также фрагмент композиции «The trio» из фильма «Хороший, плохой, злой» (в сценах, где Решам издевается над Радхой). Во время сцены банкета у главного злодея играет мелодия «Chariots of Fire». Во время репетиций Ромио с танцевальной группой звучит песня Breakin' Out исполнителя Deco из фильма "Fast Forward".
Все тексты написаны Анджаном, вся музыка написана Баппи Лахири.
| №   | Название                  | Исполнители                                  | Длительность |
| --- | ------------------------- | -------------------------------------------- | ------------ |
| 1.  | «Zooby Zooby»             | Алиша Чинай                                  | 6:08         |
| 2.  | «Dance Dance»             | Алиша Чинай, Виджай Бенедикт                 | 8:21         |
| 3.  | «Dance With Pa Pa»        | Виджай Бенедикт                              | 7:18         |
| 4.  | «Yaar Mera Kho Gaya»      | Алиша Чинай                                  | 7:44         |
| 5.  | «Halwa Wala Aa Gaya»      | Уттара Келкар, Виджай Бенедикт, Сарика Капур | 9:01         |
| 6.  | «Super Dancer»            | Алиша Чинай, Баппи Лахири                    | 6:28         |
| 7.  | «Dil Mera Todo Na»        | Алиша Чинай                                  | 9:25         |
| 8.  | «Aap Ke Aamne Pehli Baar» | Алиша Чинай                                  | 2:34         |
| 9.  | «Zindagi Meri Dance»      | Алиша Чинай, Виджай Бенедикт                 | 7:10         |
| 10. | «Romeo»                   | Алиша Чинай, Виджай Бенедикт                 | 6:18         |